# Chaussoy-Epagny
Pour les articles homonymes, voir Chaussoy et Epagny.
Chaussoy-Epagny est une commune française située dans le département de la Somme, en région Hauts-de-France.

## Géographie

### Localisation
Chaussoy-Epagny est un village picard de l'Amiénois.
Limitrophe d'Ailly-sur-Noye, la localité est située à 19 km au nord-ouest de Montdidier, 19 km au sud d'Amiens et à 36 km au nord-est de Beauvais à vol d'oiseau.
Le territoire de la commune est limitrophe de ceux de six communes.
Les communes limitrophes sont  Ailly-sur-Noye, Chirmont, Hallivillers, La Faloise, Lawarde-Mauger-l'Hortoy et Louvrechy.

### Hydrographie

#### Réseau hydrographique
La commune est située dans le bassin Artois-Picardie. Elle est drainée par la Noye.
La Noye, d'une longueur de 33 km, prend sa source dans la commune de Vendeuil-Caply et se jette  dans l'Avre à Boves, après avoir traversé 13 communes. Les caractéristiques hydrologiques de la Noye sont données par la station hydrologique située sur la commune. Le débit moyen mensuel est de 1,12 m3/s. Le débit moyen journalier maximum est de 3,29 m3/s, atteint lors de la crue du 29 mai 2018. Le débit instantané maximal est quant à lui de 3,61 m3/s, atteint le 22 juin 2021.

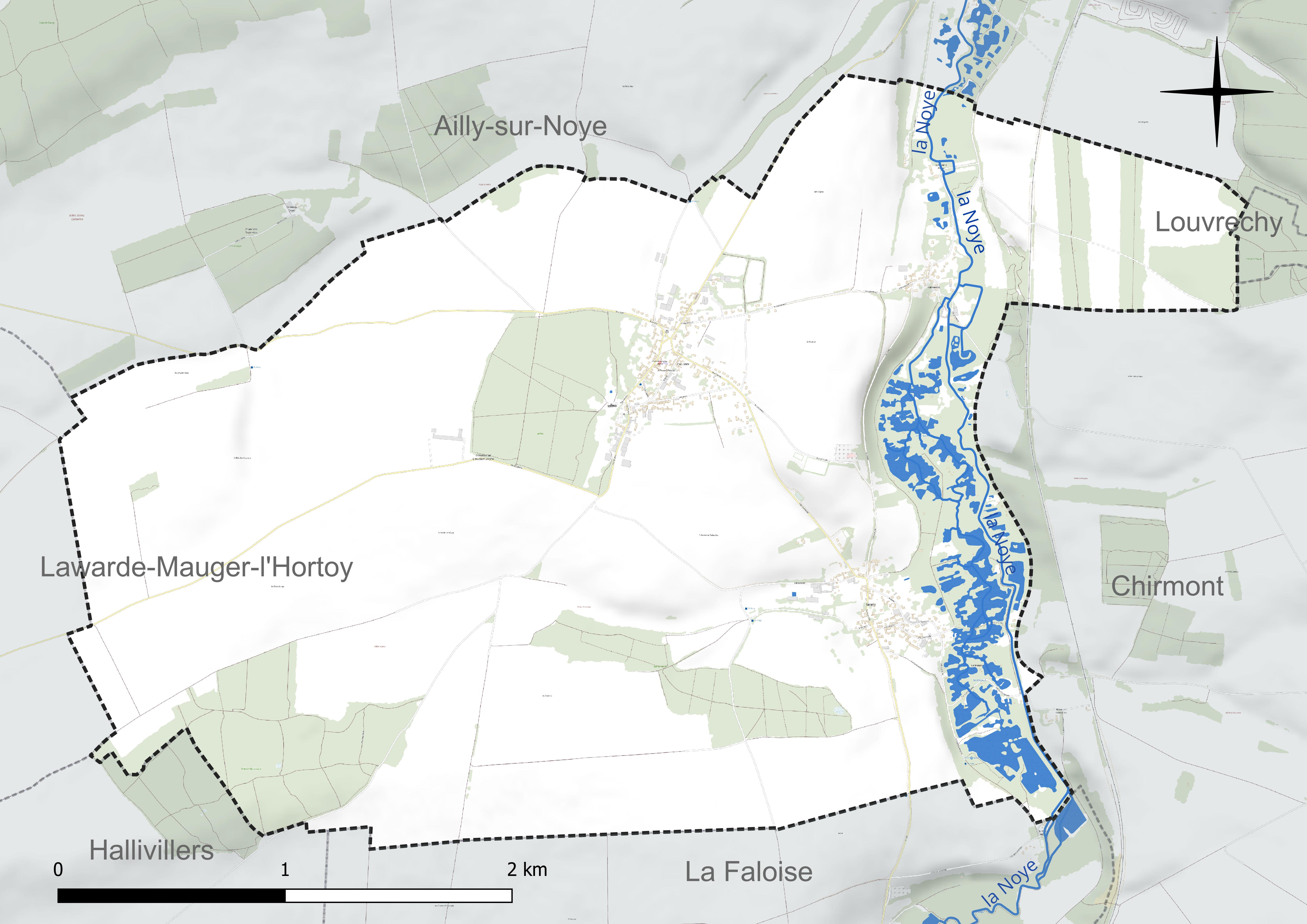
Réseau hydrographique de Chaussoy-Epagny.

#### Gestion et qualité des eaux
Le territoire communal est couvert par le schéma d'aménagement et de gestion des eaux (SAGE) « Somme aval et Cours d'eau côtiers ». Ce document de planification concerne un territoire de 1 835 km2 de superficie, délimité par le bassin versant de la Somme canalisée. Le périmètre a été arrêté le 29 avril 2010 et le SAGE proprement dit a été approuvé le 6 août 2019. La structure porteuse de l'élaboration et de la mise en œuvre est le syndicat mixte d'aménagement hydraulique du bassin versant de la Somme (AMEVA).
La qualité des cours d'eau peut être consultée sur un site dédié géré par les agences de l'eau et l'Agence française pour la biodiversité.

### Climat
Pour des articles plus généraux, voir Climat des Hauts-de-France et Climat de la Somme.
En 2010, le climat de la commune est de type climat océanique dégradé des plaines du Centre et du Nord, selon une étude du CNRS s'appuyant sur une série de données couvrant la période 1971-2000. En 2020, Météo-France publie une typologie des climats de la France métropolitaine dans laquelle la commune est exposée à un climat océanique et est dans la région climatique Nord-est du bassin Parisien, caractérisée par un ensoleillement médiocre, une pluviométrie moyenne régulièrement répartie au cours de l'année et un hiver froid (3 °C).
Pour la période 1971-2000, la température annuelle moyenne est de 10,4 °C, avec une amplitude thermique annuelle de 14,4 °C. Le cumul annuel moyen de précipitations est de 701 mm, avec 11,6 jours de précipitations en janvier et 8,4 jours en juillet. Pour la période 1991-2020, la température moyenne annuelle observée sur la station météorologique la plus proche, située sur la commune de Rouvroy-les-Merles à 9 km à vol d'oiseau, est de 10,7 °C et le cumul annuel moyen de précipitations est de 647,9 mm,. Pour l'avenir, les paramètres climatiques de la commune estimés pour 2050 selon différents scénarios d'émission de gaz à effet de serre sont consultables sur un site dédié publié par Météo-France en novembre 2022.

## Urbanisme

### Typologie
Au 1er janvier 2024, Chaussoy-Epagny est catégorisée commune rurale à habitat dispersé, selon la nouvelle grille communale de densité à sept niveaux définie par l'Insee en 2022.
Elle est située hors unité urbaine. Par ailleurs la commune fait partie de l'aire d'attraction d'Amiens, dont elle est une commune de la couronne,. Cette aire, qui regroupe 369 communes, est catégorisée dans les aires de 200 000 à moins de 700 000 habitants,.

### Occupation des sols
L'occupation des sols de la commune, telle qu'elle ressort de la base de données européenne d'occupation biophysique des sols Corine Land Cover (CLC), est marquée par l'importance des territoires agricoles (77 % en 2018), une proportion sensiblement équivalente à celle de 1990 (77,1 %). La répartition détaillée en 2018 est la suivante : 
terres arables (72,6 %), forêts (12,3 %), zones urbanisées (5,5 %), eaux continentales (5,2 %), zones agricoles hétérogènes (4,3 %). L'évolution de l'occupation des sols de la commune et de ses infrastructures peut être observée sur les différentes représentations cartographiques du territoire : la carte de Cassini (XVIIIe siècle), la carte d'état-major (1820-1866) et les cartes ou photos aériennes de l'IGN pour la période actuelle (1950 à aujourd'hui).

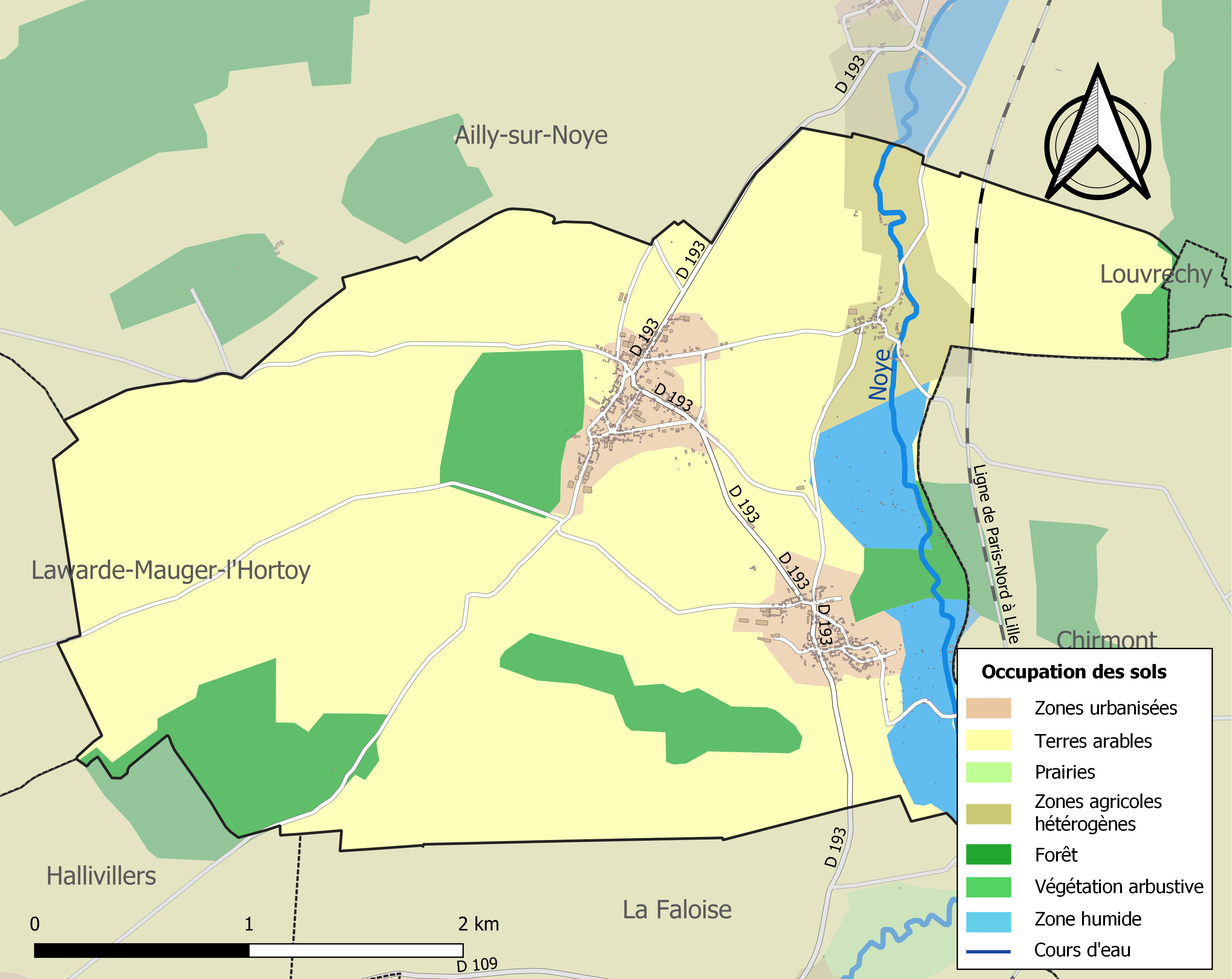
Carte des infrastructures et de l'occupation des sols de la commune en 2018 (CLC).

### Morphologie urbaine
Par la photographie aérienne, l'archéologue Roger Agache a démontré que le village s'est formé autour d'une villa gallo-romaine.

### Lieux-dits, hameaux et écarts
La commune possède les hameaux de Hainneville et d'Épagny.

## Toponymie
Le village était dénommé en 1239 Saucois et, en 1301, Salchetum ou Sauchois. Au XVIe siècle, on trouvait Chauchoy, puis, jusqu'en 1811, Chaussoy-Damehaut puis Chaussoy.

Sens du toponyme : « bois de saules » (latin salicetum).
La commune portait en 1793 la dénomination de Le Sanchoy Epagny, puis, en 1801, de Saulchoy et Epagny, avant de prendre son nom actuel de Chaussoy-Epagny.

Epagny, hameau de Chaussoy, est attesté sous les formes Espanny en 1079 ; Espany en 1105 ; Hispaniacum, Hispania en 1161 ; Espaigny en 1195 ; Hespaini en 1266 ; Espagny en 1322 ; Epaigny en 1334 ; Espaigni en 1387 ; Espeny, Espaingny au XVe siècle ; Espeigniacum au XVIe siècle ; Epagny en 1757.

La racine est bien spina, comme épingle , de spimela, « petite épine », suivi de espine devenu « épine » (« haie d'épines »).

## Histoire
Le site de l'église était depuis des siècles un lieu sacré puisque des tombes mérovingiennes du VIe siècle ont été mises au jour en 1884. L'hypothèse d'une léproserie justifiant son éloignement des populations est à écarter[réf. nécessaire].
Le seigneur d'Épagny, Maximilien de Gouffier, porta le titre de marquis d'Espagny à la fin du XVIIe siècle.
La commune de Le Saulchoy, instituée lors de la Révolution française, a absorbé entre 1790 et 1794 celles d'Épagny et de Hainneville qui sont devenues des hameaux.

## Politique et administration

### Rattachements administratifs et électoraux
La commune se trouve dans l'arrondissement de Montdidier du département de la Somme. Pour l'élection des députés, elle fait partie depuis 2012 de la quatrième circonscription de la Somme.
Elle fait partie depuis 1793 du canton d'Ailly-sur-Noye, qui a été modifié et agrandi dans le cadre du redécoupage cantonal de 2014 en France.

### Intercommunalité
La commune était membre de la communauté de communes du Val de Noye, créée par un arrêté préfectoral du 11 mai 2001, et qui succèdait, conformément aux dispositions de la Loi Chevènement, au district du Val de Noye, créé en 1994.
Dans le cadre des dispositions de la loi portant nouvelle organisation territoriale de la République du 7 août 2015, qui prévoit que les établissements publics de coopération intercommunale (EPCI) à fiscalité propre doivent avoir un minimum de 15 000 habitants, la préfète de la Somme propose en octobre 2015 un projet de nouveau schéma départemental de coopération intercommunale (SDCI) prévoyant la réduction de 28 à 16 du nombre des intercommunalités à fiscalité propre du département.
Après des hypothèses de regroupement des communautés de communes du Grand Roye (CCGR), du canton de Montdidier (CCCM), du Santerre et d'Avre, Luce et Moreuil, la préfète dévoile en octobre 2015 son projet qui prévoit la « des communautés de communes d'Avre Luce Moreuil et du Val de Noye », le nouvel ensemble de 22 440 habitants regroupant 49 communes,. À la suite de l'avis favorable des intercommunalités et de la commission départementale de coopération intercommunale en janvier 2016 puis des conseils municipaux et communautaires concernés, la fusion est établie par un arrêté préfectoral du 22 décembre 2016, qui prend effet le 1er janvier 2017.
La commune est donc désormais membre de la communauté de communes Avre Luce Noye (CCALN).

### Liste des maires
| Période                                  | Période                       | Identité                | Étiquette    | Qualité |
| ---------------------------------------- | ----------------------------- | ----------------------- | ------------ | --- |
| Les données manquantes sont à compléter. |                               |                         |              | |
| 1834                                     |                               | Édouard de Morgan       | Bonapartiste | propriétaire-agriculteur Député de la Somme (1857→ 1867) Conseiller général d'Ailly-sur-Noye (1848 → 1867) |
| Les données manquantes sont à compléter. |                               |                         |              | |
| mars 2001                                | 2008                          | Henri Mullet            | UDF          | |
| mars 2008                                | juillet 2020                  | Germain Montaigne       |              | Retraité                                                                                                   |
| 2020                                     | En cours (au 26 janvier 2022) | Christian de Caffarelli |              | |

## Population et société

### Démographie
L'évolution du nombre d'habitants est connue à travers les recensements de la population effectués dans la commune depuis 1793. Pour les communes de moins de 10 000 habitants, une enquête de recensement portant sur toute la population est réalisée tous les cinq ans, les populations de référence des années intermédiaires étant quant à elles estimées par interpolation ou extrapolation. Pour la commune, le premier recensement exhaustif entrant dans le cadre du nouveau dispositif a été réalisé en 2004.

En 2022, la commune comptait 587 habitants, en évolution de +1,91 % par rapport à 2016 (Somme : −1,26 %, France hors Mayotte : +2,11 %).
| 1793 | 1800 | 1806 | 1821 | 1831 | 1836 | 1841 | 1846 | 1851 |
| ---- | ---- | ---- | ---- | ---- | ---- | ---- | ---- | ---- |
| 595  | 579  | 596  | 620  | 604  | 646  | 620  | 633  | 628  |

| 1856 | 1861 | 1866 | 1872 | 1876 | 1881 | 1886 | 1891 | 1896 |
| ---- | ---- | ---- | ---- | ---- | ---- | ---- | ---- | ---- |
| 614  | 613  | 621  | 602  | 613  | 587  | 570  | 551  | 535  |

| 1901 | 1906 | 1911 | 1921 | 1926 | 1931 | 1936 | 1946 | 1954 |
| ---- | ---- | ---- | ---- | ---- | ---- | ---- | ---- | ---- |
| 520  | 514  | 485  | 486  | 442  | 395  | 385  | 409  | 456  |

| 1962 | 1968 | 1975 | 1982 | 1990 | 1999 | 2004 | 2006 | 2009 |
| ---- | ---- | ---- | ---- | ---- | ---- | ---- | ---- | ---- |
| 368  | 378  | 382  | 521  | 587  | 622  | 638  | 641  | 594  |

| 2014 | 2019 | 2022 | - | - | - | - | - | - |
| ---- | ---- | ---- | - | - | - | - | - | - |
| 581  | 590  | 587  | - | - | - | - | - | - |

### Enseignement
Pour l'année scolaire 2016-2017, l'école publique élémentaire et maternelle compte 72 élèves.

## Culture locale et patrimoine

### Lieux et monuments
- Église Saint-Denis de Chaussoy-Epagny[39],[40] : l'église isolée au milieu des champs à égale distance des trois agglomérations formant la paroisse Chaussoy, Epagny, Hainneville, remonte au XIIe siècle pour le chœur. Plusieurs remaniements ont amené à sa forme actuelle au XVIe siècle.

Elle est classée (inscription sur l'Inventaire supplémentaire des monuments historiques) depuis le 12 août 1993.
Le retable de la dormition de la Vierge, en pierre, réalisé en 1546,, la statue de saint Denis, du XVIIe siècle, patron de l'église, un tableau du XVIe siècle représentant saint Firmin (ou saint Nicolas) et un donateur, ont été classés en 1905 et 1907. On peut également noter une pierre tombale du XVIe siècle, classée en 1980.
- Le château de Chaussoy-Epagny, construit pour la famille Gouffier de Cambray dans un vaste parc boisé, a été achevé en 1777. Il est de style Louis XVI. Une tour demi-cylindrique au centre de la façade sur la cour a été ajoutée au milieu du XIXe siècle, avec des ornements sculptés par les frères Duthoit. En octobre 1788, la famille de Cambray le vend à Jean-Baptiste Morgan de Belloy, industriel, maire d'Amiens. Cette propriété privée est restée depuis la possession de la même famille. Le parc avec sa voie romaine, la glacière et ses arbres remarquables, peuvent être visités. Des chambres d'hôtes ont été aménagées par les propriétaires[47],[48],[49],[50]. Les façades et les toitures du château sont inscrites aux Monuments historiques depuis un arrêté du 24 juin 1992.

- Chapelle funéraire en granit gris, de la famille Reusse, à l'extérieur du cimetière[51].
- Les étangs, anciennes tourbières[19] ;
- la Noye, rivière de 1re catégorie, paradis des pécheurs[19] ;
- les sentiers de grande randonnée et de randonnée[19] ;
- la Chaussée Brunehaut, voie romaine qui reliait Lutèce (Paris) à Samarobriva (Amiens)[19].

### Personnalités liées à la commune
- Les membres de la famille Gouffier qui furent marquis d'Espagny, comme Maximilien Gouffier, marquis d'Espagny, fut mestre de camp du régiment de Guyenne.
- Edouard de Morgan, conseiller général et député de la Somme